# Martin Sauer
Martin Sauer (ur. 17 grudnia 1982 we Wriezen) – niemiecki wioślarz, sternik, złoty i srebrny medalista igrzysk olimpijskich, ośmiokrotny mistrz świata, ośmiokrotny mistrz Europy.

## Igrzyska olimpijskie
Na igrzyskach zadebiutował w 2012 roku w Londynie. Wystąpił wówczas w zawodach ósemek. W składzie osady znaleźli się także: Filip Adamski, Andreas Kuffner, Eric Johannesen, Maximilian Reinelt, Richard Schmidt, Lukas Müller, Florian Mennigen, Kristof Wilke. Sam zajął miejsce sternika. W eliminacjach wygrali swój wyścig i awansowali bezpośrednio do finału, gdzie zajęli pierwsze miejsce, zdobywając złoty medal. Wyprzedzili drugich na mecie Kanadyjczyków o 1,23 sekundy i trzecich Brytyjczyków o 2,43 sekundy.
Cztery lata później w Rio de Janeiro ponownie wziął udział w konkurencji ósemek. W składzie osady znaleźli się także: Maximilian Munski, Malte Jakschik, Andreas Kuffner, Eric Johannesen, Maximilian Reinelt, Felix Drahotta, Richard Schmidt, Hannes Ocik. W eliminacjach wygrali swoje regaty, przez co awansowali bezpośrednio do finału. Tam zajęli drugie miejsce, zdobywając srebrny medal. Do brytyjskiej osady stracili 1,33 sekundy.